# 生物轉轉棋
生物轉轉棋，是基於鬥獸棋與田螺旋棋的兩人棋類，是四川平昌人中學教師周平儒於1991年推出 ，出現於四川省教材审查委员会的初中三年级下册综合实践活动第一个主题“生物的启示”。

## 棋具
- 8*8縱橫線組成，每方的第二橫線、第三橫線、第四橫線從左右兩側繞以兩百七十度圓弧延伸，從右邊分別連結至第三右縱線、第二右縱線、第四右縱線，左邊同樣與右邊對稱。因此正方形的直狀棋線為內棋線、圓弧狀線則為外棋線。

- 棋子每方十八枚，狼、虎、蛇、鼠各一枚，鹰、羊、兔、鸟、蛙、鹿、蟲各兩枚。

## 規則
- 每方輪流放一己子於己方左右4*4兩角，但角落不放子。兩方擺好方始行棋。

- 玩家每回合能選擇以下兩種行動之一：
  - 內棋線移子：移動一己子朝八方之一移動至空鄰點，但不得經過外棋線。
  - 外棋線移子：沿內棋線作直線移動，必須經過外棋線轉彎，又移入沿內棋線作直線移動，不得中途有子，至空位處或可吃的敵棋處。
    - 每種棋子能吃同種棋子、或部分棋種：
      - 鹰吃鸟、兔、蛇、蛙、鼠、虫。
      - 虎、狼吃鸟、兔、鹿、羊。
      - 蛇吃蛙、鼠、鸟。
      - 鸟、鼠吃蛙、虫。
      - 蛙吃虫。

- 達成以下三種條件之一即勝利：
  - 消滅所有敵棋。
  - 敵方無法行棋。
  - 多回合無法吃子時，敵棋數少於己方[3]。